# زمین‌لرزه ۱۹۰۹ پاکستان
زمین‌لرزه پاکستان  در تاریخ ۲۰ اکتبر ۱۹۰۹ میلادی، برابر با ‎۲۸ مهر ۱۲۸۸، ساعت ۲۳:۴۱:۱۲ به زمان یوتی‌سی در پاکستان رخ داد. بزرگی آن ۷ در مقیاس Ms اعلام شده‌است. زمین‌لرزه به وقت محلی در روز پنج‌شنبه، ساعت ۴ روی داده و منطقه زمانی آن یوتی‌سی +۵ بوده‌است .
سازمان زمین‌شناسی آمریکا نیز جای این زمین‌لرزه را در مختصات ۳۰°شمالی ۶۸°شرقی / ۳۰°شمالی ۶۸°شرقی و بزرگی آنرا برابر با ۷٫۲ در مقیاس ریشتر اعلام کرده‌است. ژرفای گزارش شده از سوی این سازمان ۶۰ کیلومتر می‌باشد.
شمار کشتگان زلزله حدود ۲۳۱ نفر بوده‌است. 